# Michael Sylvester
Michael « Mike » Sylvester (né le 10 décembre 1951 à Cincinnati, dans l'Ohio) est un joueur américain, naturalisé italien de basket-ball. Il est ensuite entraîneur.